# Pasithea
Pasithea je monotipski biljni rod iz porodice čepljezovki. Jedina vrsta je P. caerulea iz središnjeg Čilea i Perua.
Rod je opisan 1832.

## Sinonimi
- Anthericum caeruleum Ruiz & Pav.
- Phalangium caeruleum (Ruiz & Pav.) Pers.
- Pasithea caerulea var. grandiflora I.M.Johnst.
- Stypandra caerulea (Ruiz & Pav.) R.Br.
- Cyanella illcu Molina